# Sandahl Bergman
Sandahl Bergman, née le 14 novembre 1951 à Kansas City, est une actrice américaine, danseuse, cascadeuse et interprète connue pour son interprétation du personnage de la guerrière Valeria dans le film Conan le Barbare de 1982 aux côtés d'Arnold Schwarzenegger, puis pour de nombreux rôles dans des films de second plan de 1986 à 2000.

## Carrière
Sa carrière commence en 1978 par une courte apparition dans le téléfilm Comment lever les filles. Suit en 1979 une apparition remarquée comme danseuse dans le film de Bob Fosse Que le spectacle commence.
Mais son heure de gloire arrive en 1982 quand elle interprète Valéria dans le film Conan le Barbare aux côtés d’Arnold Schwarzenegger. Elle reçoit alors le Golden Globe de Meilleure nouvelle vedette de l'année - catégorie actrice pour ce rôle. Ses talents de danseuse sont visibles dans les combats qu’elle joue, qui ont un côté chorégraphique marqué. En 1985, elle joue un rôle opposé, celui de la méchante reine Gédren, dans Kalidor, où elle est non plus blonde mais brune. Après quoi on la voit dans de nombreux films de série B. Sa dernière prestation remonte à 2003, quand, âgée de 52 ans, elle joue une danseuse dans la version filmée du Détective chantant.
En tout, son nom apparaît au générique de 40 films ou émissions télévisées. On la voit aussi sur les planches, dans diverses productions dont celles de A Chorus Line.
Dans le film Xanadu de 1980, elle joue le rôle de la 4e muse pendant la chanson Je vis d'ELO. Pourtant, le générique la désigne comme 1re muse.

## Filmographie

### Cinéma
- 1974 : Mame (non crédité) : Une danseuse
- 1979 : Que le spectacle commence : La première danseuse
- 1980 : Xanadu : Muse 1
- 1982 : Conan le Barbare : Valeria
- 1982 : Y a-t-il enfin un pilote dans l'avion ? : Officier
- 1984 : Conqueror (She) : She
- 1985 : Kalidor (Red Sonja) : La reine Gedren
- 1986 : Stewardess School : Wanda Polanski
- 1987 : Kandyland : Harlow Divine
- 1987 : Programmed to Kill : Samira
- 1987 : Heartbeat : La mère
- 1988 : Transmutations (Hell Comes to Frogtown) : Spangle
- 1991 : Raw Nerve : Gloria Freedman
- 1992 : Loving Lulu : Lulu
- 1993 : Body of Influence : Clarissa
- 1994 : Night of the Archer : Marla Miles
- 1994 : Lipstick Camera : Lilly Miller
- 1994 : Possessed by the Night : Peggy Hansen
- 1994 : L'Emprise de la peur (Inner Sanctum II) : Sharon Reed
- 1996 : Sorceress II : The Temptress : Virginia
- 1996 : The Assault : Helen
- 1997 : The P.A.C.K. : Rachael
- 2003 : The Singing Detective : La danseuse

### Télévision

#### Téléfilms
- 1978 : How to Pick Up Girls! : La joggeuse blonde
- 1984 : Miss Muscles : Nadine Cawley
- 1985 : The Ferret : Chandra
- 1992 : In the Arms of a Killer : Infirmière Henninger
- 1992 : Revenge of the Highway : Python
- 1994 : TekWar : Valkyrie

#### Séries télévisées
- 1970 - 1973 : The Dean Martin Show (en) : Golddigger
- 1982 : Pour l'amour du risque (épisode From the Depths of my Hart) : Miranda
- 1986 : Clair de lune (épisode Big Man on Mulberry Street) : La danseuse
- 1988 : Dirty Dancing (épisode Save the Last Dance for Me) : Delia
- 1989 : Cheers (épisode Send in the Crane): Judy Marlowe
- 1989 : Pas de répit sur planète Terre (épisode Hard Time on Planet Earth) : Danielle Spencer
- 1990 : Freddy, le cauchemar de vos nuits (2 épisodes) : Ginger « Tracker »
- 1990 : Femmes d'affaires et Dames de cœur (épisode Nowhere to Run To) : Davida Daniels
- 1991 : Swamp Thing (épisode Tremors of the Heart) : Sienna
- 1992 : Dark Justice (épisode Lead Rain)
- 1993 : Arabesque (épisode The Petrified Florist) : Sgt. Daisy Kenny
- 1994 : Les Dessous de Palm Beach (épisode The Scarlet Shadow) : Sgt. Steele
- 1994 : Au cœur de l'enquête (Under Suspicion) (épisode Serial Killer : Part 1) : Petrella Gideon
- 1999 : Sliders : Les Mondes parallèles (épisode The Java Jive) : La première danseuse